# Падучев, Александр Иванович
Александр Иванович Падучев (1824, Златоуст — 8 января 1889, Екатеринбург, Пермская губерния) — российский архитектор. Известен как автор внешнего облика дома Севастьянова.

## Биография
Родился в Златоусте, в семье казённого мастерового Златоустовской оружейной фабрики.
Окончил горную школу в Сатке (1838).
В 1841 по распоряжению Главного горного начальника Владимира Глинки, направлен «для обучения архитектурному искусству» к архитектору Уральского Горного правления Михаилу Малахову.
С 1842 работал унтер-шихтмейстером 3-го класса; с 1848 — чертёжником 1-й статьи в Уральском горном правлении при архитекторе и урядником 3-й статьи; с 1850 — горным межевщиком (маркшейдером) и урядником 2-й статьи, с 1859 — урядником 1-й статьи; с 1861 — канцелярским служителем 3-го разряда в Уральском Горном правлении; с 1863 — коллежским регистратором; с 1865 — губернским секретарем; в 1867—1888 годы — помощником архитектора Уральского Горного правления.
Разрабатывал проекты промышленных и общественных зданий уральских городов, проектировал генеральные планы посёлков, был автором частных домов в Екатеринбурге. Также избирался Гласным городской Думы по 3-му разряду.
Выполнял частные заказы в Екатеринбурге. Помимо самой известной своей работы — дома Севастьянова, спроектировал ещё дом Кудрина (Р. Люксембург, 18), реконструировал в мавританско-готическом стиле дом Коробкова (Ленина, 27).
Приобрёл и реконструировал дом на улице К. Либкнехта.
В 1873 году исполнял обязанности архитектора горного правления.
Скончался 8 января 1889 года от паралича, похоронен в Екатеринбурге на «общем градском кладбище».

## Награды
- «Орден Святого Станислава 3-й степени»
- «Орден Святой Анны 3-й степени»
- «Светлая бронзовая медаль на Владимирской ленте в память Крымской войны 1853—1856 годов»

## Семья
Сын, Владимир Александрович Падучев (1857—1919), был известным в городе врачом, заведующим больницей, членом попечительских советов, гласным городской думы. Женился на Александре Ивановне Баландиной (внучке Аникия Рязанова). Эта семья оставила фотоархив из нескольких сотен снимков.
Праправнук, Виктор Коровин, работал директором «Уралмаша».
- Дом Севастьянова на монете
- Дом Падучевых (Карла Либкнехта, 30)
- Дом Кудрина (Розы Люксембург, 18)
- Дом Коробкова (Ленина, 27)